# Eddy Howard

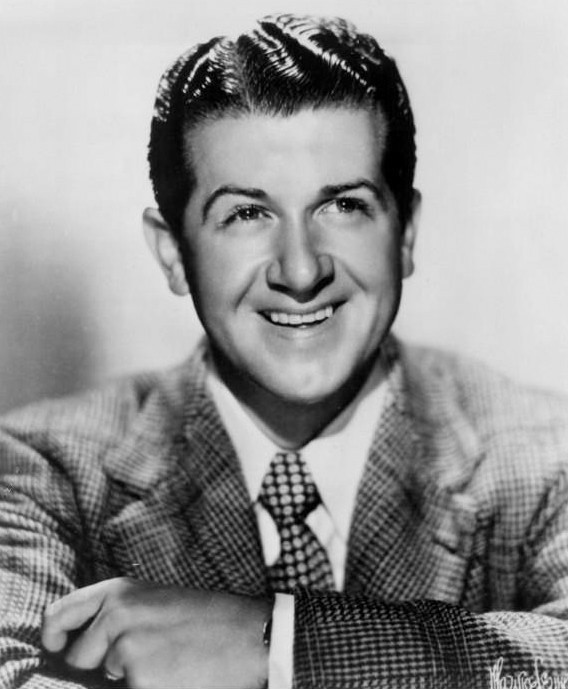
Eddy Howard (1960)

Eddy Howard (eigtl. Edward Evan Duncan Howard; * 12. September 1914 in Woodland, Kalifornien; † 23. Mai 1963 in Palm Desert) war ein US-amerikanischer Sänger und Bandleader, der in den 1940er und 1950er Jahren populär war.

## Biographie
Howards Vater, Aubrey Howard, war ein Arzt in Woodland, Kalifornien. Eddy Howard besuchte das San José State College 1931 bis 1933 und studierte dann Medizin an der Stanford University, ehe er das Studium abbrach und Sänger romantischer Balladen bei Radiostationen in Los Angeles wurde. Später sang er in Bigbands geführt von Ben Bernie und Dick Jurgens, dessen Hauptsänger er 1934 wurde. Die erste gemeinsame Single bei Decca Records war 1934 The Martinique. Seine Hits mit Jurgens umfassen die von ihm geschriebenen Songs My Last Goodbye, If I Knew Then, A Million Dreams Ago und Careless, das zu seiner Erkennungsmelodie und in einer Version von Glenn Miller ein noch größerer Erfolg wurde. Der größte gemeinsame Hit von Jurgens mit Howard als Sänger war jedoch In an Old Dutch Garden (By an Old Dutch Mill) 1940.
1940 verließ er das Jurgens Orchestra und wurde für einige Monate Sänger einer Band von George Olsen. Anschließend nahm er für Columbia Records mit einer Studioband, bestehend unter anderem aus Charlie Christian und Teddy Wilson, einige Titel auf.
Im September 1941 übernahm er als Bandleader das Billy Baer Orchestra aus Milwaukee, Wisconsin, das nunmehr den Namen The Eddy Howard Orchestra trug. Der Pianist der Band Hil Radtke wurde sein Hauptarrangeur. Die Band wurde durch häufige Engagements eine feste Größe im Aragon Ballroom in Chicago und auch durch dessen Radioübertragungen (Big Band Remotes) überregional bekannt. Howard war der regelmäßige Sänger bei It Can Be Done, Edgar A. Guests Radioprogramm 1941 auf NBC Blue Network von Mittwoch bis Freitag. Howards Orchester war u. a. in den NBC-Radiosendungen Carton of Cheer 1944 bis 1945 und The Sheaffer Parade 1947 bis 1948 zu hören. 1941 bis 1948 lief bei NBC die Sonntagnachmittagssendung The Eddy Howard Show.
Die erste Nummer-eins-Single wurde 1946 To Each His Own (Majestic Records, Katalognummer 7188 und 1070), welche 5 Wochen an der Spitze der Charts stand und 19 Wochen in den Verkaufscharts blieb. Der Song war eingebunden in den Kinofilm Mutterherz (im Original To Each His Own), der Olivia de Havilland und Drehbuchautor Charles Brackett einen Oscar einbrachte.
1949 unterschrieb Howard bei Mercury Records. Seine Popularität dauerte bis in die 1950er Jahre an mit Titeln wie Maybe It’s Because und Sin (It’s No) Sin, welches Howards zweiter Nummer-eins-Hit wurde und über eine Million Platten verkaufte. Howard wurde hierfür mit einer Goldenen Schallplatte ausgezeichnet. Es wurde auch ein Millionenseller für The Four Aces. Howards letzter Hit wurde Teen-Ager’s Waltz, der Platz 90 in den Billboard Hot 100 1955 erreichte. 1952–53 war er auf CBS Donnerstag Abend 22:45 Uhr zu hören, mit weiteren Ausstrahlungen dienstags um 22:00 Uhr 1955–56. Der Aufstieg der Rockmusik führte zum Niedergang von Howards Popularität.
Er starb im Schlaf an einer Hirnblutung im Mai 1963 im Alter von 48 Jahren. Er wurde im Desert Memorial Park in Cathedral City beerdigt.
Howard war seit 1938 verheiratet mit Jane Howard, geb. Fuermann, und hatte eine Tochter (Lynn, * 1942) und einen Sohn (Eddy jr., *1948).
Howards Stern stieg wieder in den 1960ern als Teil des wiedererwachten Interesses an Bigbandmusik und der Radio-Ära-Nostalgie.
Howards Saxophonist und Sänger-Bandleader Norman Lee erwarb die Rechte an der Nutzung des Namens Eddy Howard Orchestra und an den Band-Arrangements. Lee und das Orchester trat als Tanzorchester im gesamten Mittelwesten der USA auf. Mit Hauptsitz in Wichita, Kansas tourten sie ausgiebig und nahmen unter eigenem Plattenlabel, Marian Records, auf. In den späten 1960er Jahren führte Lee das Orchester unter seinem eigenen Namen, es blieben aber etliche Howard-Standards in ihrem Repertoire. Nachdem Lee und seine Frau von einem ehemaligen Trompeter der Band ermordet worden war, wurde das Orchester in den späten 1970er Jahren aufgelöst.
Howard erhielt einen Stern am Hollywood Walk of Fame (6724 Hollywood Boulevard).

## Diskografie

### Alben
| Jahr | Titel                    | Höchstplatzierung, Gesamtwochen, AuszeichnungChartsChartplatzierungen (Jahr, Titel, Platzierungen, Wochen, Auszeichnungen, Anmerkungen) | Anmerkungen |
| Jahr | Titel                    | US | Anmerkungen |
| ---- | ------------------------ | --- | ----------- |
| 1947 | Romance with Eddy Howard | US3 (5 Wo.)US |             |

### Singles
| Jahr | Titel Album                                     | Höchstplatzierung, Gesamtwochen, AuszeichnungChartsChartplatzierungen (Jahr, Titel, Album, Platzierungen, Wochen, Auszeichnungen, Anmerkungen) | Anmerkungen |
| Jahr | Titel Album                                     | US | Anmerkungen |
| ---- | ----------------------------------------------- | --- | ----------- |
| 1946 | To Each His Own –                               | US1 (19 Wo.)US |             |
| 1947 | (I Love You) For Sentimental Reasons –          | US6 (5 Wo.)US |             |
| 1947 | My Adobe Haçienda –                             | US4 (11 Wo.)US |             |
| 1947 | I Wonder, I Wonder, I Wonder –                  | US3 (13 Wo.)US |             |
| 1947 | An Apple Blossom Wedding –                      | US14 (1 Wo.)US |             |
| 1948 | Now Is the Hour (Maori Farewell Song) –         | US8 (9 Wo.)US |             |
| 1948 | (I’d Like to Get You on a) Slow Boat to China – | US13 (7 Wo.)US |             |
| 1949 | Room Full of Roses –                            | US11 (14 Wo.)US |             |
| 1949 | Maybe It’s Because –                            | US17 (10 Wo.)US |             |
| 1950 | To Think You’ve Chosen Me –                     | US23 (5 Wo.)US |             |
| 1951 | Sin (It’s No Sin) –                             | US1 (23 Wo.)US |             |
| 1952 | Stolen Love –                                   | US24 (6 Wo.)US |             |
| 1952 | Be Anything (But Be Mine) –                     | US13 (16 Wo.)US |             |
| 1952 | Auf Wiederseh’n, Sweetheart –                   | US16 (10 Wo.)US |             |
| 1955 | Teenager’s Waltz –                              | US90 (3 Wo.)US |             |

Weitere Singles
- 1941: Remember Pearl Harbor
- 1946: The Rickety Rickshaw Man
- 1946: (I Love You) For Sentimental Reasons
- 1946: My Best to You
- 1947: The Girl That I Marry
- 1947: Heartaches
- 1947: Ragtime Cowboy Joe (#5 – Billboard Country Singles)
- 1947: Kate (Have I Come Too Early, Too Late)
- 1948: Just Because
- 1948: Put ’em in a Box, Tie ’Em with a Ribbon, and Throw ’Em in the Deep Blue Sea
- 1948: Dainty Brenda Lee
- 1949: Candy Kisses
- 1949: Love Me! Love Me! Love Me!
- 1949: Red Head
- 1949: Yes, Yes, in Your Eyes
- 1949: Tell Me Why
- 1950: Half a Heart Is All You Left Me (When You Broke My Heart in Two)
- 1950: Rag Mop
- 1950: American Beauty Rose
- 1951: A Penny a Kiss – A Penny a Hug
- 1951: The Strange Little Girl
- 1951: What Will I Tell My Heart
- 1951: (A Woman Is a) Deadly Weapon
- 1952: Wishin’
- 1952: Mademoiselle
- 1952: I Don’t Want to Take a Chance
- 1952: It’s Worth Any Price You Pay
- 1953: Gomen-nasai
- 1954: Melancholy Me